# Rhachidorus blackdownensis
Rhachidorus blackdownensis är en insektsart som beskrevs av Rentz, D.C.F. 1985. Rhachidorus blackdownensis ingår i släktet Rhachidorus och familjen vårtbitare. Inga underarter finns listade i Catalogue of Life.